# 何瑀
何 瑀（か う、生没年不詳）は、南朝宋の外戚。字は穉玉、あるいは幼玉とも。本貫は廬江郡灊県。高祖父は何準（何充の弟）。曾祖父は東晋の尚書左僕射何澄。祖父は何融。

## 経歴
劉裕の末娘の豫章長公主劉欣男を妻に迎えた。文帝の時期に特に礼遇され、孟霊休・何勗らと豪奢を競った。妻の劉欣男との情愛はむつまじいことで知られた。顕官を歴任して、衛将軍に上った。大明8年（464年）、金紫光禄大夫・散騎常侍の位を追贈された。

## 子女
- 何邁（妻は文帝の娘の新蔡公主劉英媚。豫章王撫軍諮議参軍、寧朔将軍・南済陰郡太守。前廃帝劉子業に妻を奪われ、帝の廃立を計画して発覚し、劉子業に殺害された。明帝即位後に、建寧県侯と追封された）
- 何令婉（劉子業にとつぎ、皇太子妃）

## 伝記資料
- 『宋書』巻41 列伝第1
- 『南史』巻11 列伝第1